# Ejido (Mérida)
San Buenaventura de Ejido o simplemente Ejido, es la ciudad capital del municipio Campo Elías, erigida como parroquia foránea de Mérida en 1761, es la cuarta localidad más poblada en el estado solo por detrás de la ciudad de Tovar, sin embargo debido a su estrecha cercanía con la ciudad de Mérida conforma una conurbación casi indivisible. Cuenta con una población según el censo de 2011 de 99.837 habitantes y conforma junto con las poblaciones vecinas de Tabay, Lagunillas y la ciudad de Mérida, el área metropolitana. 
Ejido es sede de la Universidad Politécnica Territorial del Estado Mérida - Kleber Ramírez (UPTM-KR; antiguo IUTE), con diversas ofertas para estudios superiores, técnicos y profesionales.
La ciudad está ubicada en una terraza del Valle del Chama, rodeada por los ríos La Portuguesa y Montalbán.

## Historia
Fundación

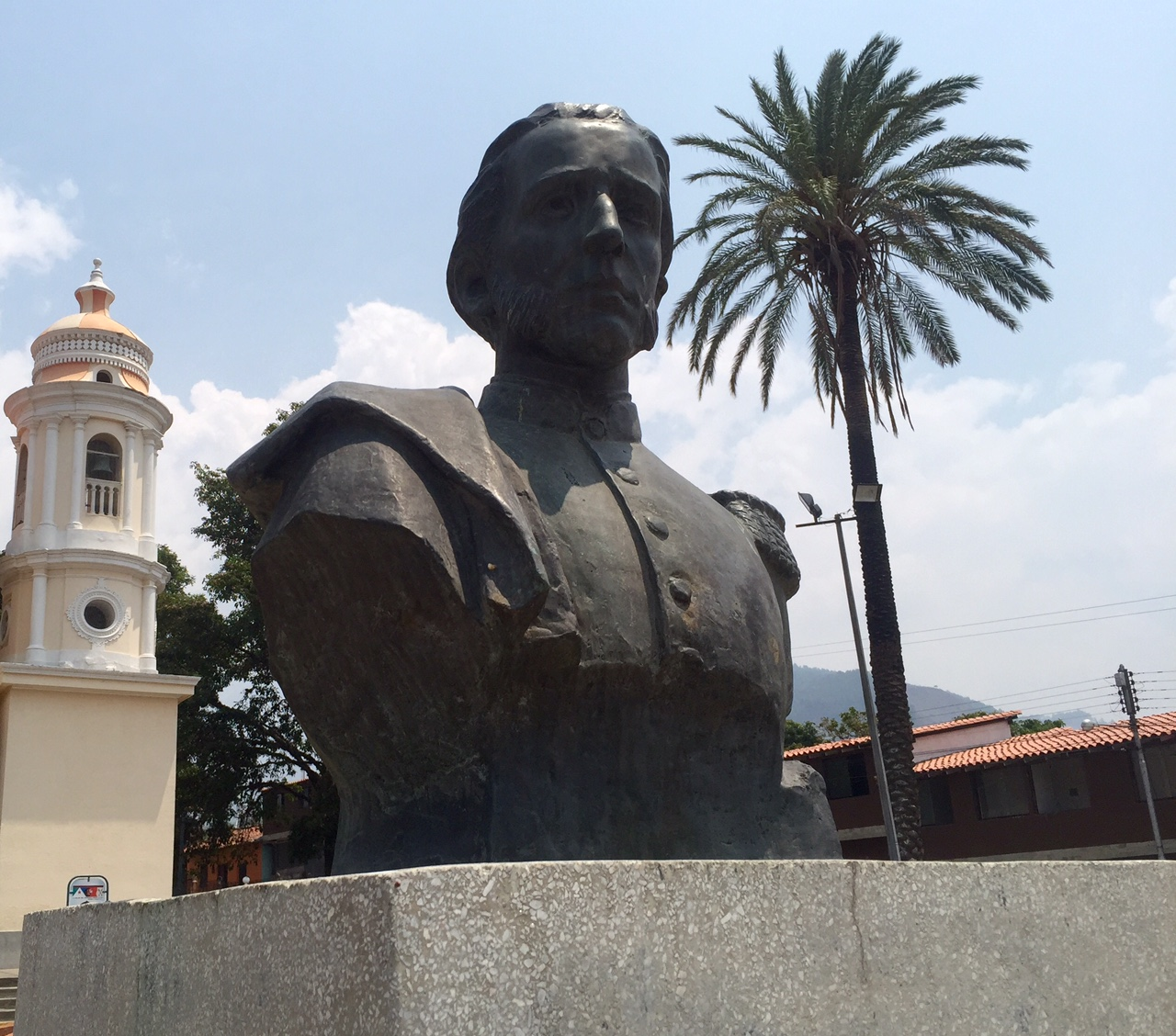
Busto de Vicente Campo Elías en la Plaza Montalbán, cuyo nombre lleva el municipio que alberga a Ejido.

Fue fundada el 14 de julio de 1650 por el capitán Buenaventura de Bustos Baquero, con el nombre de San Buenaventura de Ejido. Tierra de caña de azúcar, cuyo cultivo se inició a finales del siglo XVI, Ejido es conocido también como el pueblo de las guayabas, las flores y la miel. En 1705 fue elevada a Parroquia Eclesiástica, evolucionó de un asentamiento de indios, que junto con vecinos de Mérida formaron un núcleo ocupacional. En 1811 fue elevada a Villa por el Gobierno Republicano. En 1830, se convirtió en cabecera del cantón de Ejido. 
Cantón de Ejido
Para 1864, el Cantón quedó integrado por la Villa de Ejido y las Parroquias La Mesa, Jají y Acequias. En 1868 se le dio el nombre de cantón de Ejido y su capital Villa de Campo Elías. A finales de ese año, se le llamó Departamento de Campo Elías y a la capital con el nombre de Ejido. 
Nueva División Administrativa
En 1874 se dividió la Villa de las Parroquias Civiles de Ejido (se llamó más tarde la Matriz) y Trejo Tapia, que luego en 1875 se le cambió el nombre por el de Montalbán. El 18 de enero de 1877 fue elevada a Ciudad de Ejido, capital del Distrito Campo Elías. 
Creación del Municipio Campo Elías
El 16 de febrero de 1986, se crea la Parroquia Ignacio Fernández Peña de la ciudad de Ejido. Para ese año, se conoce como Municipio Autónomo Campo Elías. 
Finalmente en 1992 se denomina Municipio Campo Elías, capital Ejido. 

### Origen etimológico
El nombre de la capital de Ejido o El Ejido como antes se decía, le viene de hallarse situado cerca de los ejidos de Mérida. El municipio debe su nombre al héroe de la Independencia Coronel Vicente Campo Elías.

## Demografía

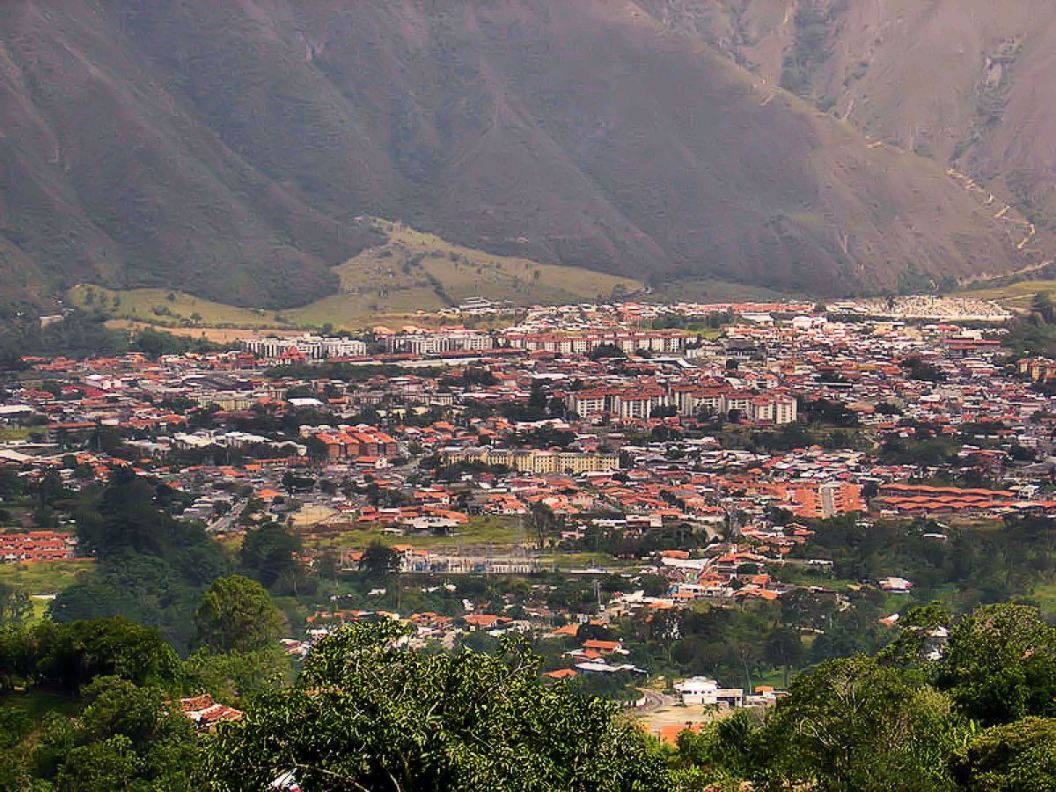
Vista panorámica de Ejido.

Indudablemente Ejido es la ciudad de la zona andina que esta actualmente teniendo el más acelerado crecimiento en población. La municipalidad de Campo Elías ocupa el tercer lugar en cuanto a población dentro del estado, el censo de 1981 arrojo como resultados que Ejido contaba con una población de 20.511, 9 años más tarde la población del municipio se duplicó, según el censo de 1990 cuando Ejido contaba con 41.924 habitantes, sin embargo según el censo de 2001, la población creció a pasos gigantescos, teniendo un promedio de más de 82.400 habitantes, nuevamente duplicando la demografía de la ciudad, para 2005 la población ejidense tuvo un gran impacto poblacional, puesto que la población estimada superó los 107.000 habitantes.
La población de Ejido ha crecido de una manera tan acelerada debido a que mucha gente de las zonas rurales adyacentes a la ciudad, abandonaron el campo para trasladarse a Ejido a fin de conseguir una mejor calidad de vida. Por lo que se cree que Ejido a la vuelta de diez años más será sin duda alguna la ciudad «dormitorio» más grande de Mérida, rivalizando y hasta pudiendo superarla en número de habitantes.

## Economía
La economía se estructura principalmente en el comercio, las agroindustrias y prestación de servicios: hoteleros, médicos, básicos, entre otros. Ejido es la capital del municipio Campo Elías por lo cual es el centro de actividad económica de la mencionada entidad territorial, en donde converge la materia prima proveniente de las localidades aledañas como: Jají, La Mesa de Los indios, San José del Sur, Acequías, Tierra Negra, Sulbarán y El Salado, de igual forma a consecuencia de su proximidad con la ciudad de Mérida mantiene un importante intercambio comercial con la capital, siendo incluso la fuente de productos de la cesta básica a menor costo por la inferioridad de sus impuestos.
En sus áreas aledañas se desarrolla una amplia gama de cultivos, según sea la altitud, desde la caña de azúcar a la papa, así como el ganado, siendo una importante actividad económica, en su mayoría de ordeño, bovina, porcina y caprina. Dentro de Ejido se produce el papelón, derivado de la gran producción de caña de azúcar y presencia de trapiches mientras en sectores como Los Guaimaros y Aguas Calientes conservan la tradición ceramista.
En la última década ha proliferado la construcción de grandes infraestructuras comerciales que favorecen a la nucleación de la prestación de bienes y servicios, aglutinando estratégicamente la actividad comercial, siendo los más importantes:
- C.C. Ejido Mall
- C.C. Centenario
- C.C. Matriz Plaza
- C.C. Ejido
- C.C. El Trapiche
- C.C. Campo Alegre
- C.C. Aguas Caliente

La actividad industrial también se ha expandido notablemente la cual se ha radicado en la zona sur en el conocido sector de Pozo Hondo, así como a lo largo de la Avenida Centenario en sectores como Guerrero, El Cobre, Montalbán, El Salado y El Molino.

## Geografía
La ciudad se ubica en la parte central de la cordillera andina venezolana, en la terraza del valle aluvional de los ríos Montalbán y La Portuguesa.
La hidrografía de la ciudad se compone de 9 ríos principales y otras 18 quebradas que acrecientan sus caudales en épocas de precipitaciones.
Los principales ríos de Ejido son:
| - Montalbán - Las González - Negro - Blanco - Capaz | - San Eusebio - Macho - Tostós - San José |

La vegetación presenta árboles con copas densas con epifitismo predominando la barba de palo.
El Municipio Campo Elías presenta un relieve de montaña, cuyos niveles altitudinales varían entre los 2.400 y los 2.334 m s. n. m. Ejido se encuentra ubicada a una altura entre los 1.200 y 1.500 m s. n. m.
La fauna en las localidades cercanas del municipio a la ciudad van de aves pequeñas a medianas, como colibríes, loros, en los bosques y montañas adyacentes se encuentran desde conejos de monte, rabipelao y lapas hasta cachicamos e incluso grupos de oso frontino.
La flora presenta gran variedad de flores silvestres, actualmente se lleva a cabo por el gobierno estadal un plan de arborización y plantación de flores en plazas, parques, monumentos históricos y en los alrededores de algunas avenidas.

### Clima
El clima en la ciudad de Ejido es de montaña, con temperaturas que oscilan entre los 18 y los 23 °C. Es muy característico que en las noches la temperatura descienda y se sitúe entre los 13 y los 19 °C.
| Parámetros climáticos promedio de Ejido, Venezuela           | Parámetros climáticos promedio de Ejido, Venezuela | Parámetros climáticos promedio de Ejido, Venezuela | Parámetros climáticos promedio de Ejido, Venezuela | Parámetros climáticos promedio de Ejido, Venezuela | Parámetros climáticos promedio de Ejido, Venezuela | Parámetros climáticos promedio de Ejido, Venezuela | Parámetros climáticos promedio de Ejido, Venezuela | Parámetros climáticos promedio de Ejido, Venezuela | Parámetros climáticos promedio de Ejido, Venezuela | Parámetros climáticos promedio de Ejido, Venezuela | Parámetros climáticos promedio de Ejido, Venezuela | Parámetros climáticos promedio de Ejido, Venezuela | Parámetros climáticos promedio de Ejido, Venezuela |
| Mes                                                          | Ene.                                               | Feb.                                               | Mar.                                               | Abr.                                               | May.                                               | Jun.                                               | Jul.                                               | Ago.                                               | Sep.                                               | Oct.                                               | Nov.                                               | Dic.                                               | Anual                                              |
| ------------------------------------------------------------ | -------------------------------------------------- | -------------------------------------------------- | -------------------------------------------------- | -------------------------------------------------- | -------------------------------------------------- | -------------------------------------------------- | -------------------------------------------------- | -------------------------------------------------- | -------------------------------------------------- | -------------------------------------------------- | -------------------------------------------------- | -------------------------------------------------- | -------------------------------------------------- |
| Temp. máx. media (°C)                                        | 27.1                                               | 27.8                                               | 28.5                                               | 30.6                                               | 31.6                                               | 30.5                                               | 30.9                                               | 30                                                 | 29.7                                               | 29.3                                               | 28                                                 | 27.5                                               | 29.3                                               |
| Temp. media (°C)                                             | 20.1                                               | 20                                                 | 21.9                                               | 22                                                 | 22.1                                               | 22.5                                               | 22.8                                               | 22.6                                               | 21                                                 | 20.9                                               | 20.4                                               | 20.3                                               | 21.4                                               |
| Temp. mín. media (°C)                                        | 12.1                                               | 13.1                                               | 13.9                                               | 14.6                                               | 15.5                                               | 16.5                                               | 17.5                                               | 16.7                                               | 14.9                                               | 13.6                                               | 13.3                                               | 12.6                                               | 14.5                                               |
| Precipitación total (mm)                                     | 59                                                 | 54                                                 | 56                                                 | 71                                                 | 106                                                | 110                                                | 116                                                | 129                                                | 138                                                | 127                                                | 109                                                | 76                                                 | 1151                                               |
| Fuente: The Weather Channel Interactive, Inc. Agosto de 2015 |                                                    |                                                    |                                                    |                                                    |                                                    |                                                    |                                                    |                                                    |                                                    |                                                    |                                                    |                                                    |                                                    |

## Infraestructura y servicios

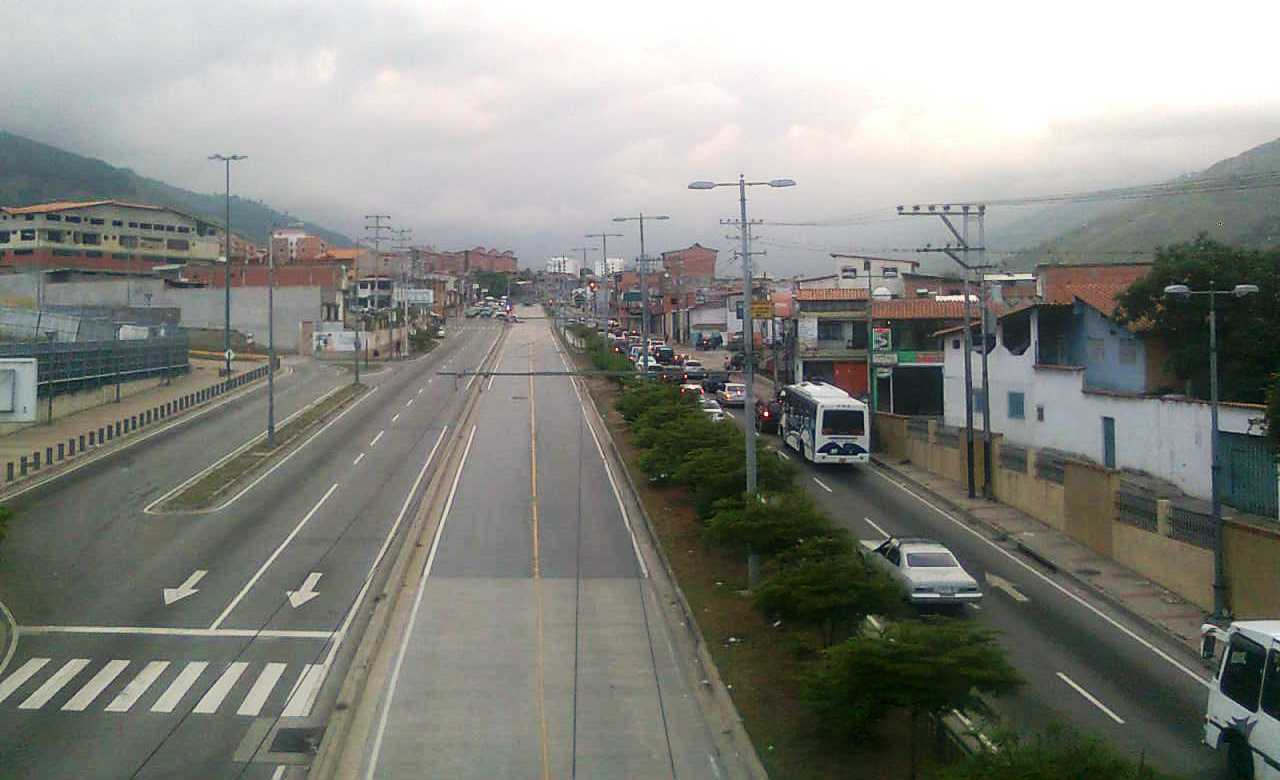
Vista de la Av. Centenario de la Ciudad de Ejido, con dirección a la Ciudad de Mérida.

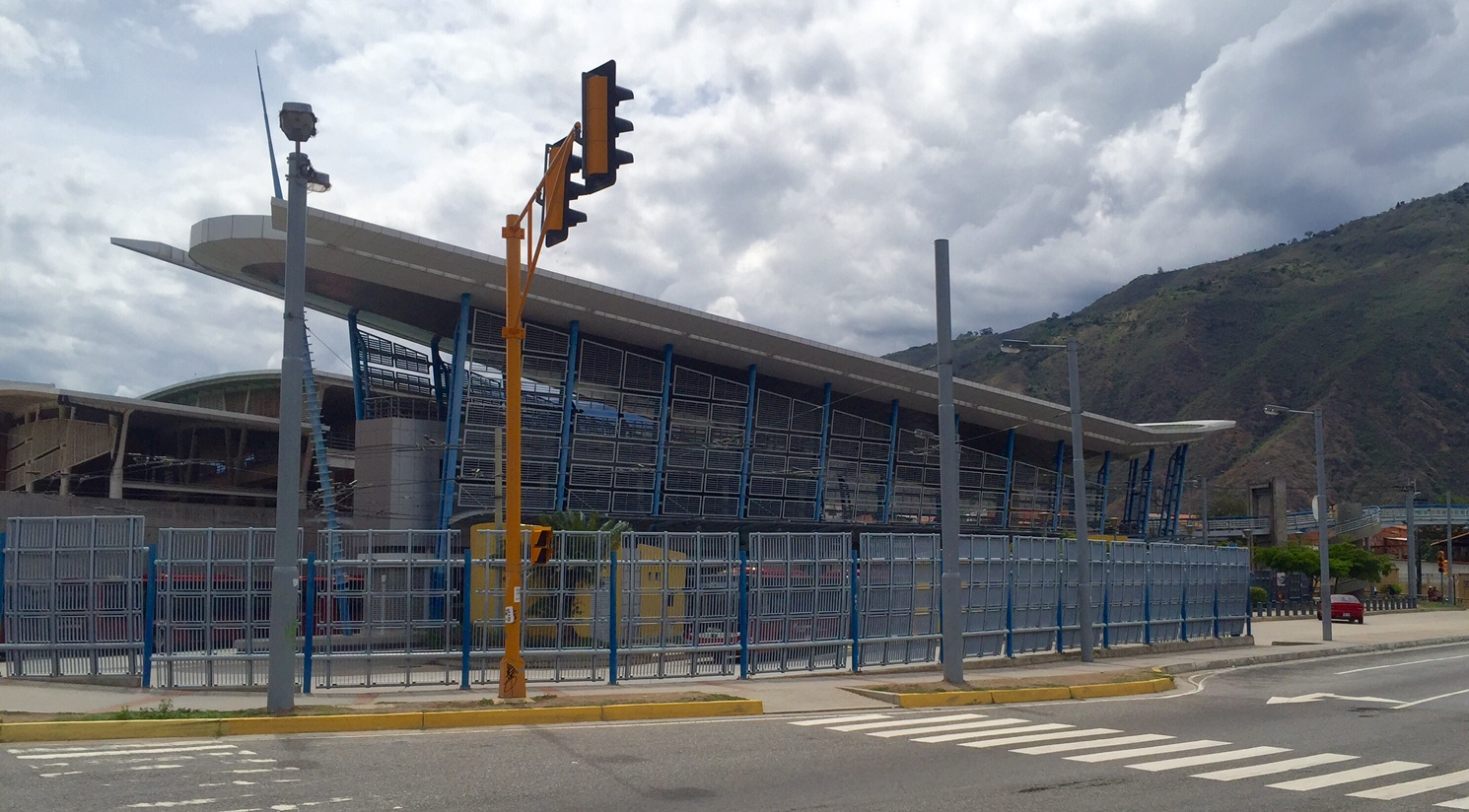
Estación Terminal en Ejido del Trolmérida.

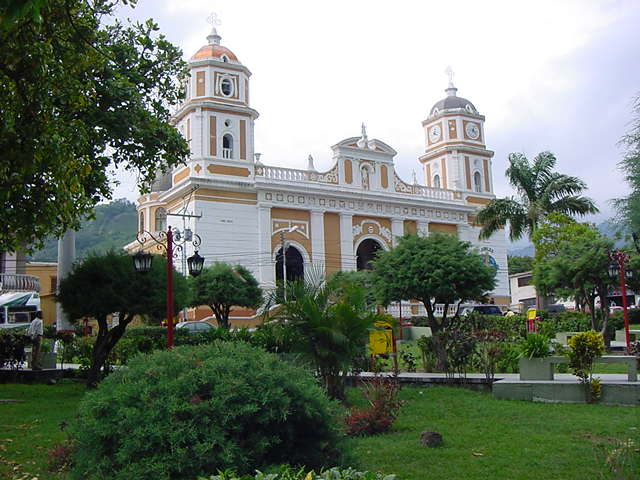
Santuario Diocesano San Buenaventura

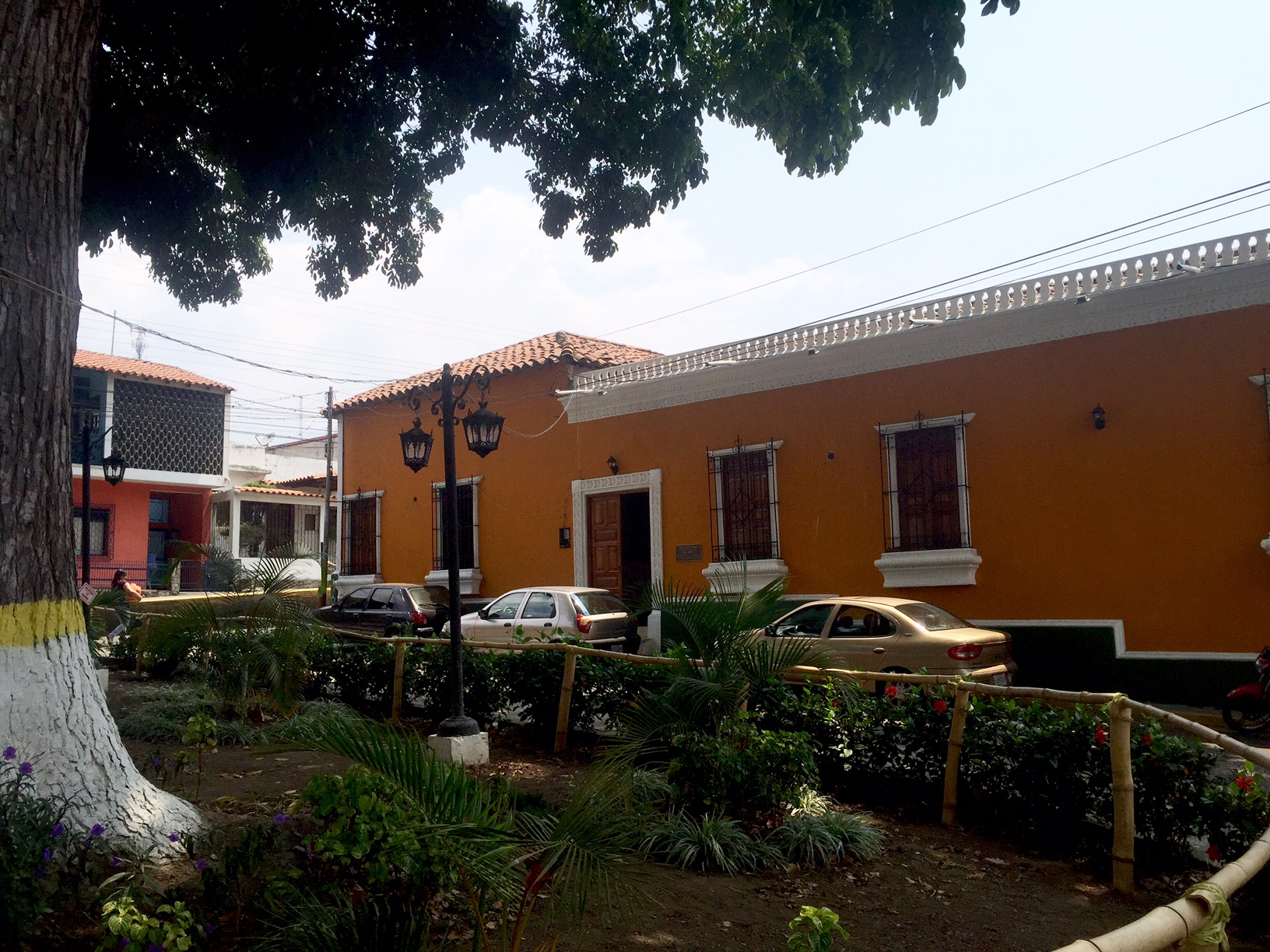
Museo Histórico Religioso de Ejido.

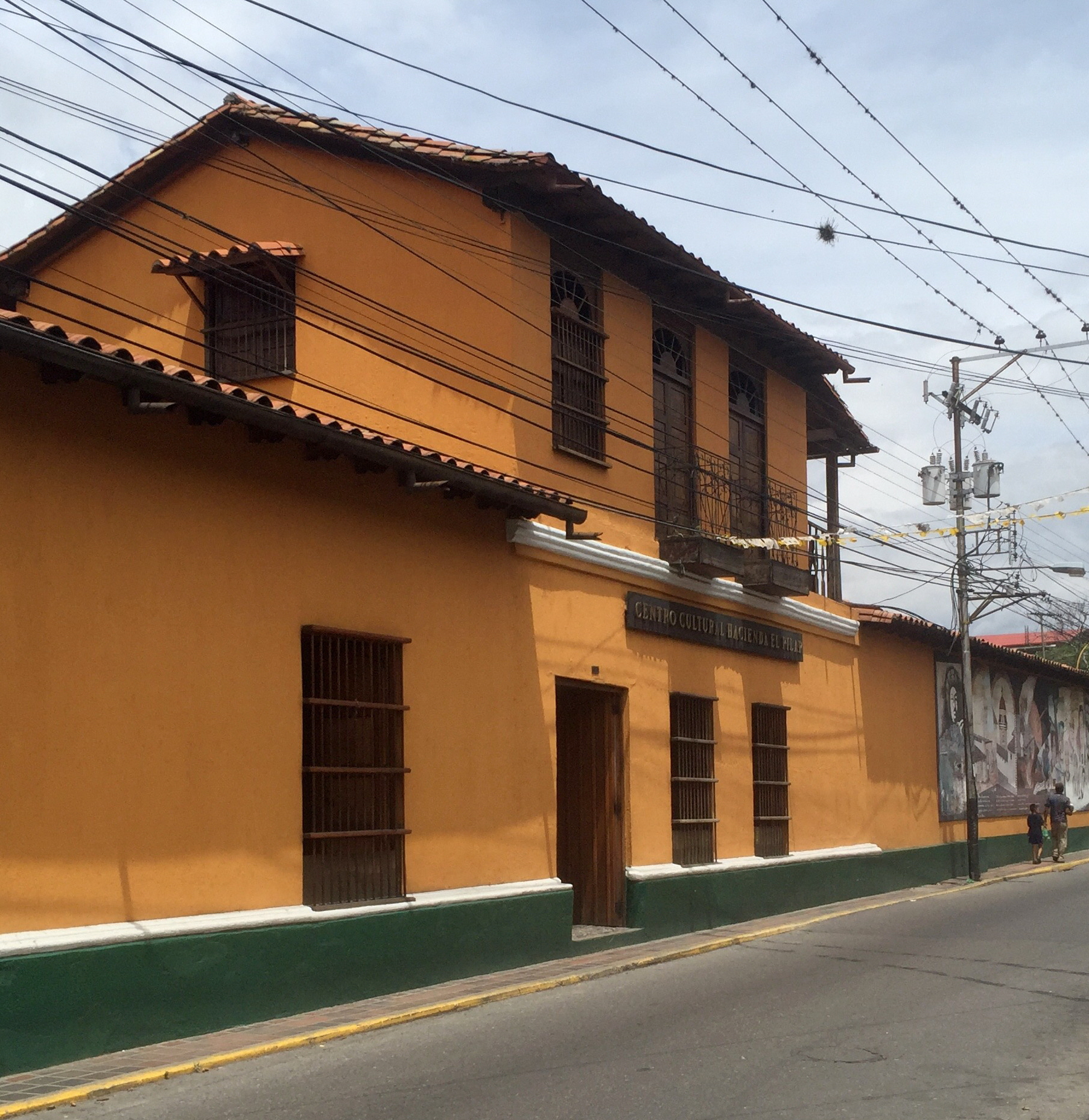
Fundación Hacienda El Pilar.

### Vialidad y Comunicación
Ejido cuenta con un sistema importante de vías de comunicación, una de las más importantes arterias viales del municipio es la carretera que conecta al centro de Ejido con la ciudad de Mérida y en sentido contrario con otras poblaciones cercanas como Lagunillas y El Vigía, uniendo toda el área metropolitana de Mérida. Campo Elías tiene 63,51 km de superficie de rodamiento asfaltado, 29,30 km de granzón y 379,85 km de tierra; para un total de 472,66 km de vialidad interna del Municipio.
Entre las cuales destacan:
- Carretera La Variante; la cual forma parte de la Autopista Rafael Caldera (Lagunillas - San Juan - Ejido)

- Avenida Centenario

- Avenida Bolívar

- Avenida Fernández Peña

- Avenida Monseñor Chacón

- Avenida Principal de Aguas Calientes.

- Avenida Principal de San Rafael.

- Avenida 25 de noviembre.

- Enlace vial Andrés Bello

- Enlace vial El Cobre.

- Calle Carabobo

- Calle Ayacucho

La ciudad cuenta con un sistema de transporte masivo que la une con Mérida, el Trolmérida.

### Arquitectura

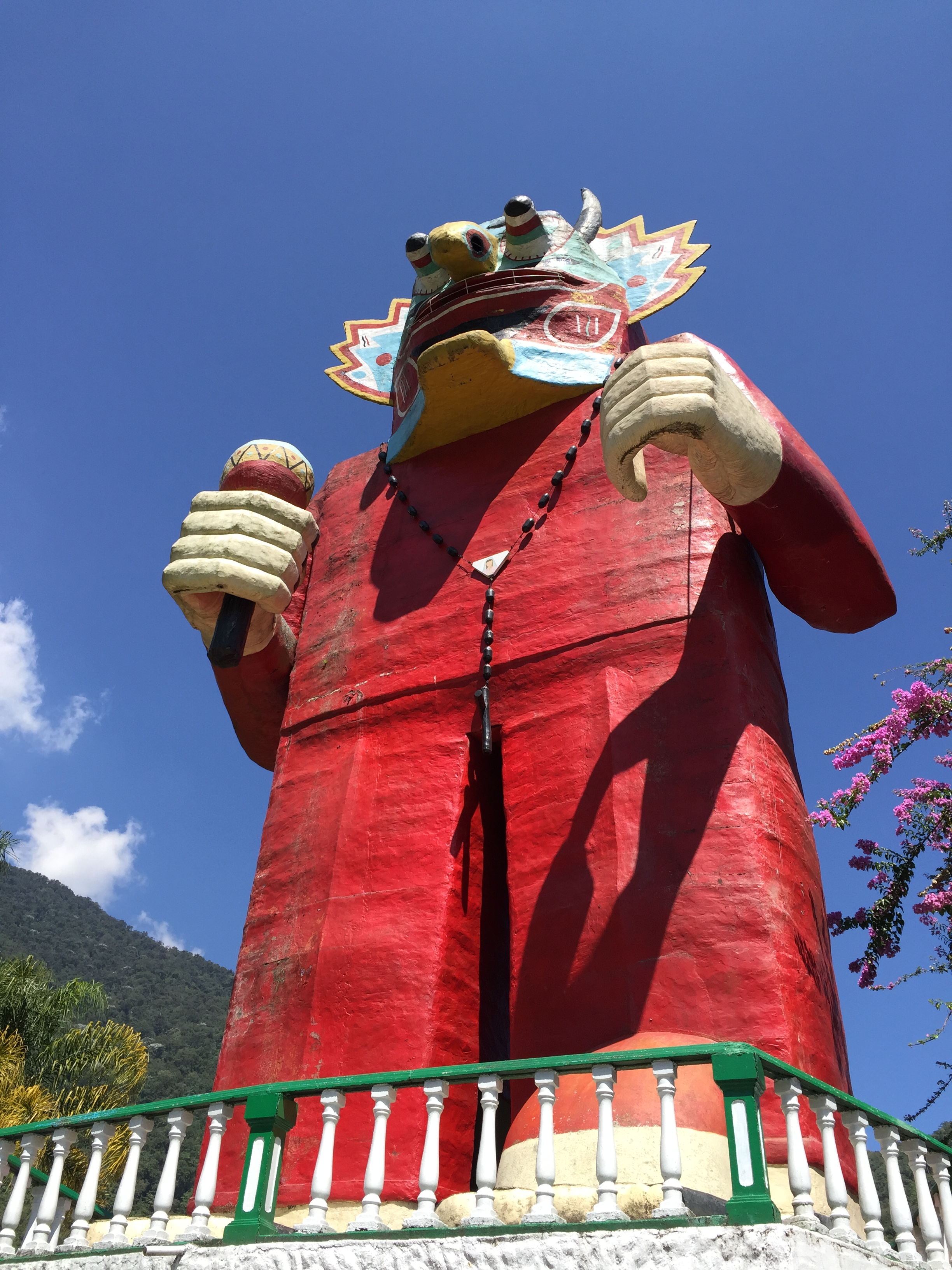
Monumento a los Diablos de Yare, ubicado en el parque temático La Venezuela de Antier. Este es el diablo ceremonial más grande del mundo.

- Alcaldía del Municipio Campo Elías.

- Santuario Diocesano San Buenaventura: es la principal edificación católica de Ejido, está ubicada en pleno casco colonial, frente a la Plaza Bolívar.

- Iglesia Virgen del Carmen de Montalbán.

- Museo Histórico Religioso de Ejido: edificación de estilo colonial que posee una colección correspondiente a la historia y creencias religiosas de Ejido.

- Fundación Hacienda El Pilar: es la más importante institución cultural multidisciplinaria de la zona, sede de diversas actividades culturales. En la misma, se dictan talleres de dibujo, pintura, modelaje, ballet y danzas.

- La Venezuela de Antier: es el complejo turístico más importante del municipio, que remonta a principios del siglo XX, época de la dictadura de Juan Vicente Gómez. Un viaje al pasado que tiene como escenario las montañas andinas.

- Terminal del Sistema de Transporte Masivo Trolebús de Mérida.

- Centro de Operaciones del TROMERCA.

- Terminal de Rutas Cortas de TROMERCA

- Sede de la Universidad Politécnica Territorial de Mérida Kleber Ramírez.

- Centro Comercial Ejido Mall.

- Centro Comercial Centenario.

- Centro Comercial El Trapiche.

### Infraestructura Deportiva y Recreativa
- Complejo Polideportivo el Palmo.

- Complejo Polideportivo Italo de Filippis.

- Gimnasio Cubierto de La Terraza de La Mesa

- Circuito de Deportes sobre rueda

- Complejos de Piscinas "Don Luis"

- Club Italo de Venezuela

- Parque Temático Lusitanos

### Plazas y Parques
- Plaza Bolívar de Ejido: es la mayor y más importante de la ciudad, está ubicada en pleno casco histórico de la comunidad matriz. En sus alrededores se encuentra la Alcaldía del Municipio Campo Elías, el Museo Histórico Religioso, la Iglesia Matriz, así como variedad de comercios.
- Plaza Montalbán: es la segunda plaza del municipio Campo Elías, en frente se ubica la Iglesia Virgen del Carmen.
- Plaza San Pío
- Plaza del CC Centenario
- Bulevar del Estudiante

### Servicios Públicos
Según el censo de 2001 de 18.720 viviendas ocupadas, 18.454 cuentan con servicio de energía eléctrica, lo que representa una cobertura del servicio de electricidad de 98,58% y 18.075 tienen servicio de agua potable, el 96,55% de cobertura. Ejido cuenta con 7 centros asistenciales y 51 planteles de educación preescolar, 80 de educación básica y 8 de educación media diversificada, por otra parte el Tecnológico de Ejido también es muy importante a nivel de educación universitaria en todo Mérida.
Así Ejido ha venido creciendo aceleradamente gracias a que se cumple el nexo campo/ciudad, donde muchos campesinos de los sectores rurales del estado, viajan a la ciudad de Ejido para conseguir una mejor calidad de vida, es así como ha incrementado la demanda de viviendas en la población ejidense y además el índice elevado de comercio en la ciudad ha impulsado al desarrollo de la misma.

## Radio Ejidense 91.5
Radio Ejidense 91.5 FM es una radio ejidense fundada el 30 de diciembre de 2005 en la ciudad de Ejido siendo fundada por Javier Albornoz siendo una radio reconocida en el territorio ejidense y merideño siendo catalogada con los premios a la mejor radio del Municipio Campo Elías

## Parroquias

### Matriz

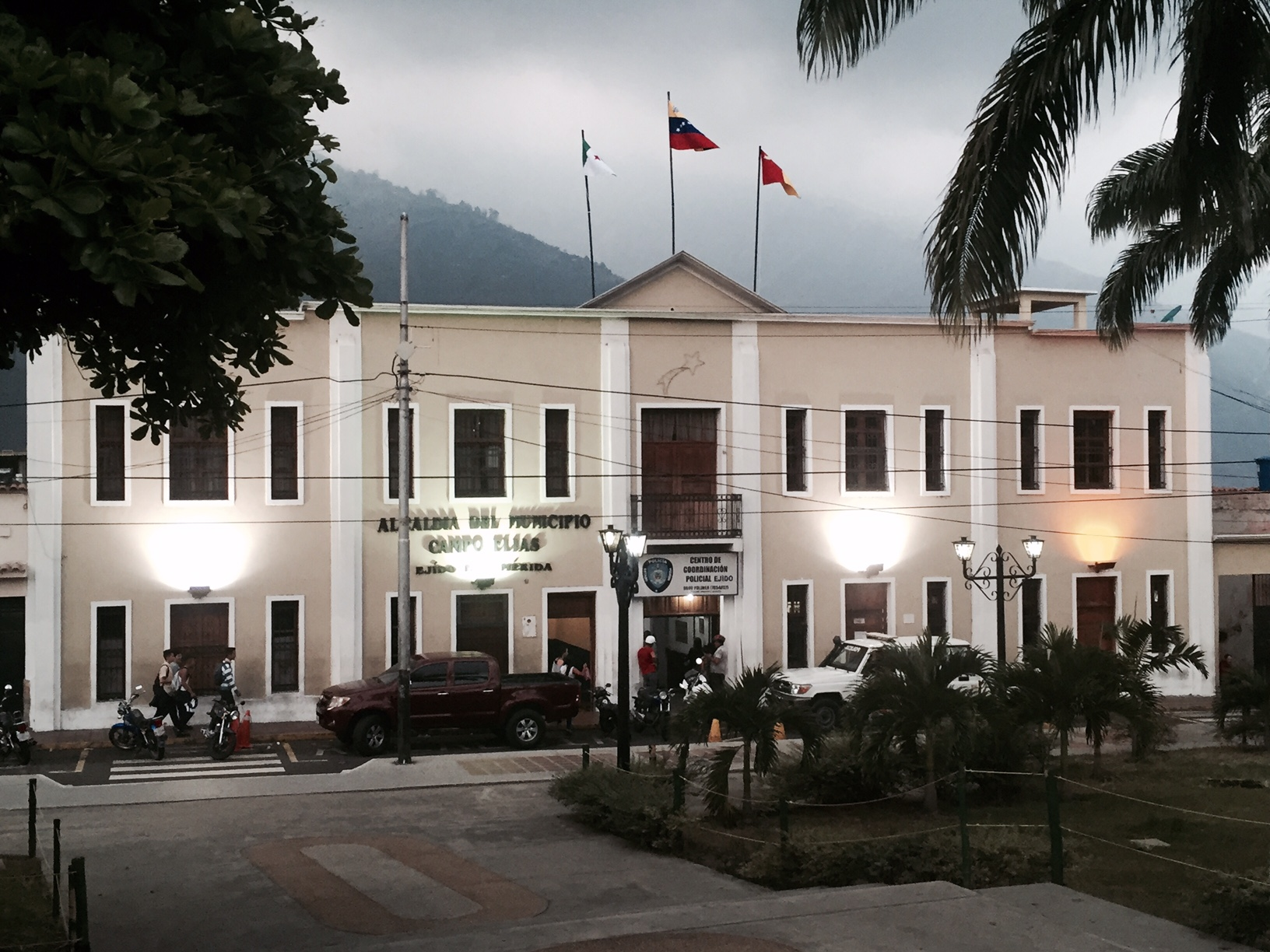
Palacio Municipal de Campo Elías.

Cubre el Casco Central e Histórico de Ejido, es el sector más importante de la ciudad pues allí se encuentra la sede de la Alcaldía del Municipio Campo Elías, la Plaza Bolívar de Ejido y el Santuario diocesano San Buenaventura, el más importante atractivo turístico en la ciudad, además de que es el área con mayor número de servicios urbanos y en los últimos años ha venido incrementando el comercio en la zona, el Polideportivo el Palmo es importante centro deportivo del sector y por otra parte la explotación cultural con su museo histórico religioso y demás zonas recreacionales también ha contribuido con el abundante turismo de esa parte de la ciudad.

### Montalbán

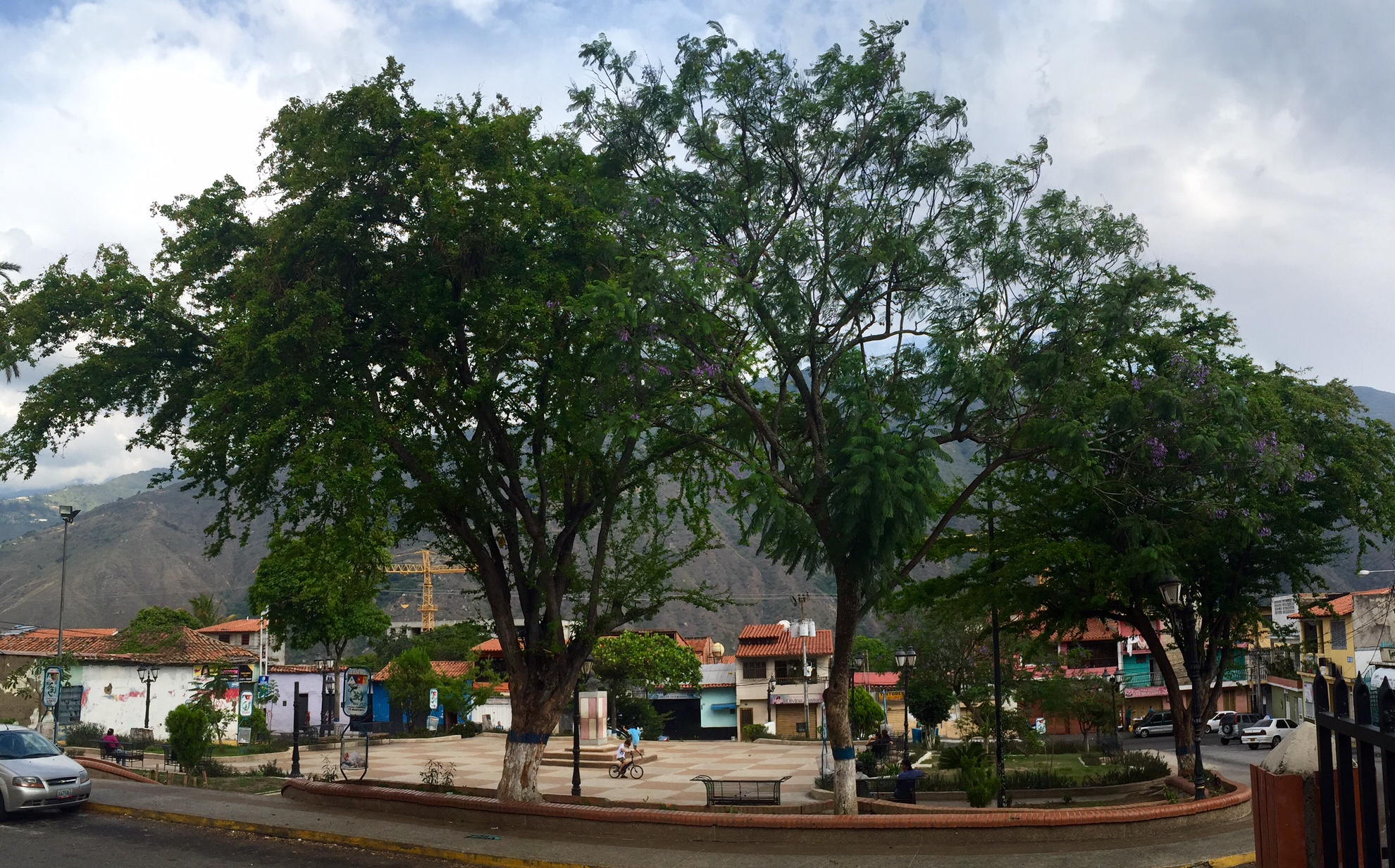
Plaza Montalbán.

Es una de las más populosas zonas de la ciudad pues cuenta con un completo sistema de servicios públicos, a la vez es sede de la Universidad Politécnica Territorial de Mérida "Kléber Ramírez" (UPTM) y por ello ha venido creciendo incesantemente, cuenta además con un Comedor Popular, la Clínica Popular José Martí, un estadio de béisbol, el Polideportivo Italo de Philippis, instituciones de educación media diversificada, la Iglesia de la Virgen del Carmen, la Plaza Montalbán y el Centro Cultural Fundación Hacienda El Pilar/Ateneo de Ejido, así como una serie de centros comerciales.

### Fernández Peña
Es una zona residencial de la ciudad, es una zona importante de comercio, actualmente se está llevando a cabo grandes planes de construcción de viviendas en este sector y por ello ha crecido con rapidez.